# Luigi Rotelli
Luigi Rotelli (né le 26 juillet 1833 à Corciano en Ombrie, et mort le 15 septembre 1891 à Rome) est un cardinal italien du XIXe siècle.

## Biographie
Luigi Rotelli est chanoine à Pérouse. Il est élu évêque de Montefiascone et Corneto en 1878. Il est consacré le 21 juillet de la même année par Raffaele Monaco La Valletta avec comme co-consécrateurs Giovanni Battista Paolucci (it) et Giulio Lenti (pt). Rotelli est promu archevêque titulaire de Pharsalus (de) en 1882 et envoyé comme délégué apostolique à Constantinople (en) et nonce apostolique en France.
Le pape Léon XIII le crée cardinal lors du consistoire du 1er juin 1891.

### Implication dans l'affaire Léo Taxil
De 1885 à 1896, Léo Taxil mystifie une partie des milieux catholiques français par le biais de ses révélations anti-maçonniques. En 1887, il donne une conférence « au nom du haut clergé » et dénonce la « guerre de religion » menée par les nationalistes (et notamment Édouard Drumont) contre les financiers juifs de l'époque. À l'issue même de la conférence, le nonce apostolique Luigi Rotelli fait déposer sa carte chez Taxil et lui fait obtenir une entrevue privée avec le pape Léon XIII.
Le caractère blasphématoire et anticlérical des premières publications de Léo Taxil, ajouté à la révélation postérieure de son imposture anti-maçonnique, firent juger sévèrement la déférence du cardinal Rotelli envers Taxil, ainsi que le crédit qu'il a contribué à lui procurer auprès du public catholique de France.

## Succession apostolique
Luigi Rotelli a ordonné les évêques suivants :
- Évêque Carlo Giuseppe Testa (gl) (1885)